# Indophantes ramosus
Indophantes ramosus là một loài nhện trong họ Linyphiidae.
Loài này thuộc chi Indophantes. Indophantes ramosus được Andrei V. Tanasevitch miêu tả năm 2006.